# Philibert de Bruillard
Philibert de Bruillard (ur. 12 września 1765 w Dijon, zm. 15 grudnia 1860) – biskup, założyciel Zgromadzenia Misjonarzy Matki Bożej z La Salette.

## Życiorys
Święcenia kapłańskie otrzymał w roku rewolucji francuskiej (1789). Posługę duszpasterską rozpoczynał jako jeden z księży towarzyszących ludziom w drodze na szafot. Był kanonikiem sławnej katedry Notre Dame w Paryżu. Sakrę biskupią otrzymał w 1826 roku. Zasłużony m.in. w niesieniu pomocy biednym, został odznaczony przez państwo francuskie krzyżem kawalerskim i oficerskim Legii Honorowej. Jest założycielem Zgromadzenia Księży Misjonarzy Saletynów.
Jako odpowiedzialny za diecezję, na terenie której znajduje się wioska La Salette, bp de Bruillard po rzetelnych pięcioletnich badaniach potwierdził prawdziwość Objawienia Matki Bożej w La Salette. W roku 1852 pierwsi misjonarze wybrani zostali spośród kapłanów diecezjalnych przez bpa de Bruillard, który nadał im tymczasowy projekt reguły.